# 산드라 헤스
산드라 헤스(Sandra Hess, 1968년 3월 27일 ~ )는 스위스의 영화배우이다.
취리히에서 태어났다.

## 출연 작품
- Remarkable Power (2008) - 신시아 웨스트 역
- 원 웨이 (2007년)
- 비밀과 거짓말의 차이 (2005년)
- 모탈 컴뱃 2 (1997년)
- 비스트마스타 3 (1995년)
- 위험한 미로 (1994년)
- 원시 틴에이저 (1992년)

### 텔레비전
- NCIS 시즌4 (2006년) - 레진 스미트 역
- 가고일 (2004년)
- CSI 라스베가스 시즌1 (2000년)
- 더 영 앤 더 레스트리스 (1973년)